# Oidium cyparissiae
Oidium cyparissiae är en svampart som beskrevs av P. Syd. 1897. Oidium cyparissiae ingår i släktet Oidium och familjen Erysiphaceae.   Inga underarter finns listade i Catalogue of Life.